# اچ‌دی ۲۷۶۷
اچ‌دی ۲۷۶۷ یک ستاره است که در صورت فلکی آندرومدا قرار دارد.